# Bichiș
Bichiș (Hongaars: Magyarbükkös, Duits: Buchendorf) is een comună in het district Mureş, Transsylvanië, Roemenië. De gemeente is opgebouwd uit vier dorpen, namelijk Bichiş, Gâmbuţ, Nandra en Ozd.
De dorpen Bichiş en Ozd zijn vrijwel geheel Hongaars (88-89%), de andere twee dorpen kennen een Roemeenstalige bevolking.  

## Demografie
In 2002 telde de comună 1.039 inwoners, in 2007 waren er dit maar 980 meer. Dat is een daling van 59 inwoners (-5,9%) in vijf jaar tijd. In het jaar 2011 lag de bevolking opnieuw aanzienlijk lager dan vijf jaar eerder: de gemeente telde toen maar 782 inwoners meer. In een periode van negen jaar daalde het aantal inwoners dus met 257 (-24,8%). De gemeente heeft een in meerderheid Hongaarse bevolking, in 2011 verklaarde 59,5% van de bevolking te behoren tot de Hongaarse minderheid in Roemenië. Hoewel de gemeente in het district Mureş ligt behoort de gemeente niet tot de etnisch Hongaarse regio Szeklerland. 

## Geschiedenis
De eerste vermelding van het dorp stamt uit het jaar 1296 onder de naam Bekes.